# Copa da Escócia de 1936–37
A Copa da Escócia de 1936-37 foi a 59º edição do torneio mais antigo do futebol da Escócia. O campeão foi o Celtic F.C., que conquistou seu 15º título na história da competição ao vencer a final contra o Aberdeen F.C., pelo placar de 2 a 1.

## Premiação
| Copa da Escócia de 1936-37       |
| Escócia                          |
| -------------------------------- |
| Celtic F.C. Campeão (15º título) |